# Rudolf von Thile
Rudolf Bernhard Alexander von Thile (né le 7 mai 1826 à Berlin et mort le 18 septembre 1893 à Halle-sur-Saale) est un lieutenant général prussien.

## Biographie

### Famille
Rudolf von Thile est issu d'une vieille famille d'officiers et de fonctionnaires prussiens. Ses parents sont le général d'infanterie prussien Adolf Eduard von Thile et son épouse Auguste Ulrike Antoinette, née von Schöning (1788-1859). Son grand-père est le lieutenant-général prussien Alexander Heinrich von Thile, son arrière-grand-père le major prussien et plus tard lieutenant-général saxon Friedrich Leopold von Thile (1711-1779) et son arrière-arrière-grand-père le colonel brandebourgeois Martin von Thile (de). Le secrétaire d'État au ministère des Affaires étrangères Hermann von Thile et le général d'infanterie prussien Hugo von Thile sont ses frères. Les frères de son arrière-grand-père sont le général de division Friedrich Wilhelm von Thile (de) et le conseiller de guerre et de domaine Carl Gottfried von Thile (de). Le général prussien Ludwig Gustav von Thile est son oncle. Son beau-frère est le président de district prussien Gustav von Diest.

### Carrière militaire
Thile étudie au lycée Frédéric de Francfort-sur-l'Oder et au lycée de Coblence. Ensuite, le 1er octobre 1844, il s'engage comme volontaire d'un an dans le 7e régiment d'uhlans (de) de l'armée prussienne. À la fin du mois, il se fait immatriculer comme étudiant à l'Université rhénane Frédéric-Guillaume de Bonn et étudie ensuite le droit à l'Université Frédéric-Guillaume de Berlin. En 1845, il devient membre du Corps Borussia Bonn. Après avoir obtenu son diplôme, il commence d'abord une carrière juridique en tant qu'auscultateur à la Cour d'appel de Berlin. Thile est transféré au 2e bataillon du 24e régiment de Landwehr, où il est promu au rang de lieutenant-secrétaire le 15 octobre 1848. En tant que tel, il rejoint le 6 mars 1849 le 2e régiment de grenadiers de la Garde à Berlin. Il y est utilisé comme adjudant du 1er bataillon de juin 1852 à fin août 1855 et occupe par la suite la même fonction à la 2e brigade d'infanterie de la Garde ainsi qu'au commandement général du corps de la Garde. En tant que premier-lieutenant, il est transféré le 19 février 1859 au Grand État-Major du corps de la Garde à partir du 25 juillet 1859. Du 5 mars 1863 au 24 juin 1864, il fut commandant de compagnie dans le 40e régiment de fusiliers, puis revint brièvement au Grand État-Major en tant que major, d'où il est transféré le 30 juillet 1864 à l'État-Major de la 14e division d'infanterie.
C'est dans cette position que Thile participe aux batailles de Münchengrätz et Sadowa en 1866 lors de la guerre contre l'Autriche. Après l' accord de paix, Thile est transféré à l'état-major général de la 19e division d'infanterie, devient lieutenant-colonel le 22 mars 1868 et est chargé le 18 juin 1869 de la direction des affaires du chef d'état-major général du 4e corps d'armée. Confirmé dans cette fonction le 21 octobre 1869 et promu colonel le 26 juillet 1870, Thile participe en 1870/71, pendant la guerre contre la France, aux batailles de Beaumont et Sedan, ainsi qu'au siège de Paris et au bombardement de Toul. Récompensé pour ses services par les deux classes de la croix de fer et la croix de commandeur de 2e classe de l'ordre d'Albert, Thile est finalement nommé commandant du 3e régiment à pied de la Garde le 4 juillet 1872. Sous la position à la suite de ce régiment, Thile est relevé de ce commandement le 14 octobre 1874 et chargé de la direction de la 4e brigade d'infanterie de la Garde. Nommé commandant avec la promotion au grade de major général, il est ensuite nommé inspecteur des chasseurs et des tirailleurs dès le 28 octobre 1875. En même temps, il est affecté comme commandant du corps équestre de la police militaire. Depuis le 18 novembre 1880, il a le grade de commandant de division. Le 12 mars 1881, Thile est nommé commandant de la 20e division d'infanterie à Hanovre. En raison de sa santé fragile, Thile est transféré le 7 juillet 1883 aux officiers de l'armée, après avoir obtenu un congé de trois mois pour se rétablir. Comme aucune amélioration de son état n'est attendue, Thile est mis à la retraite le 12 juillet 1884 avec remise de l'ordre de la Couronne de 1re classe avec épées sur l'anneau.
Il meurt célibataire et est enterré dans la crypte de la famille von Diest à Mersebourg.